# Бичем, Эвелин
Леди Эвелин Леонора Алмина Би́чем (англ.  Lady Evelyn Leonora Almina Beauchamp, урождённая Герберт (англ. Herbert); 15 августа 1901 — 31 января 1980) — английская аристократка, дочь Джорджа Герберта, 5-го графа Карнарвона. В ноябре 1922 года она с отцом и археологом Говардом Картером первыми вошли в гробницу и погребальную камеру египетского фараона Тутанхамона. Позже она вышла замуж за сэра Брогрейва Бичема, 2-го баронета, (1897—1976) и родила дочь. Леди Эвелин умерла в 1980 году в возрасте 79 лет.

## Биография
Леди Эвелин Леонора Алмина Герберт родилась 15 августа 1901 года вторым ребёнком и единственной дочерью в семье Джорджа Герберта, пятого графа Карнарвона и его супруги Алмины Герберт.
Леди Эвелин вышла в свет в 1919 году. Зимой 1921—1922 годов она сопровождала отца в Каир, где они присутствовали на раскопках. Здесь она познакомилась со своим будущим супругом Брогрейвом Бичемом, сыном члена парламента сэра Эдварда Бичема.

### Гробница Тутанхамона

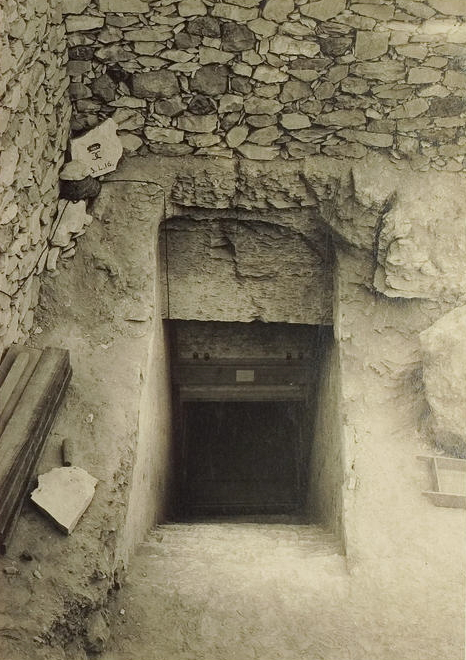
Лестница ко входу в гробницу Тутанхамона

Лорд и леди Карнарвон часто зимовали в Египте, где покупали антиквариат для своей коллекции в Англии. В 1906 году лорд Карнарвон получил разрешение на проведение раскопок возле Луксора, а чуть позже — в Долине Царей. В 1907 году лорд Карнарвон нанял Говарда Картера для ведения раскопок. К 1922 году количество находок оставалось незначительным, и лорд Карнарвон решил через год прекратить финансирование. Однако 4 ноября 1922 года Картер отправил телеграмму с сообщением:

«Наконец, невероятное открытие в Долине; великолепная гробница с нетронутыми печатями; закрыта до вашего прибытия; поздравляю».

Леди Эвелин с отцом к 24 ноября 1922 года прибыли в Египет, чтобы увидеть расчищенную лестницу к дверям гробницы Тутанхамона с картушем фараона. Эту дверь взломали и увидели другую, ведущую в соседний зал. Официально вход в погребальную камеру открыли под надзором представителей Верховного совета древностей Египта 29 ноября. Однако 26 и 27 ноября Картер, его помощник Артур Каллендер, лорд Карнарвон и леди Эвелин проникли в камеру, став первыми современными людьми, вошедшими туда. Каллендер осветил электрической лампой нагромождение погребальных предметов. Они также нашли два запечатанных прохода, включая тот, что вёл к погребальной камере. Согласно дневнику сводного брата лорда Карнарвона — Мервина Герберта, первой ступила внутрь леди Эвелин, будучи некрупной в сравнении с другими участниками тайной вылазки.
В декабре 1922 года леди Эвелин с отцом вернулись в Англию, а затем возвращались в Египет для участия в торжественном открытии погребальной камеры 16 февраля. В этом же месяце лорд Карнарвон показал гробницу Брогрейву Бичему и его родителям. Вскорости лорд Карнарвон заболел и скончался в Каире 5 апреля 1923 года. Леди Эвелин вернулась в Англию со своим братом Генри Гербертом, 6-м графом Карнарвона, а спустя неделю сопровождала прах отца. Это была её последняя поездка в Египет. Тем не менее она продлила контракт с Картером и присутствовала на его похоронах на кладбище Putney Vale в 1939 году.
Леди Эвелин присутствовала на 50-й годовщине открытия гробницы Тутанхамона в 1972 году, включая Выставку сокровищ Тутанхамона в Британском музее, где её представили королеве.

### Брак и дальнейшая судьба
В октябре 1923 года леди Эвелин сочеталась браком с Брогрейвом Бичемом. В этом союзе родилась единственная дочь Патрисия Эвелин Бичем (11 июля 1925 — 7 октября 2014).
Брогрейв наследовал титул баронета в день смерти его отца 25 февраля 1925 года. В 1931—1945 годах входил в консервативную партию Парламента от Уолтемстоу. Скончался 25 августа 1976 года в возрасте 79 лет.
Леди Эвелин скончалась 31 января 1980 года в Лондоне в возрасте 79 лет и была похоронена рядом с мужем на кладбище Putney Vale, где также некогда упокоился Говард Картер.

## Образ в популярной культуре

### Кинематограф
- 1980 — «The Curse of King Tut’s Tomb»; в роли леди Эвелин — Ангарад Рис.
- 1999 — в фильме «Мумия» имя главной героини Эвелин Карнахан созвучно с именем леди Эвелин Карнарвон[18], а исполнительница роли актриса Рейчел Вайс имеет с прототипом достаточное портретное сходство.
- 2005 — второй эпизод «The Curse of Tutankhamun» телесериала «Египет[англ.]». В роли леди Эвелин — Александра Уивер.
- 2016 — Эми Рен сыграла леди Эвелин в мини-сериале «Тутанхамон». В нём допущена художественная вольность — персонажей Картера и Эвелин Карнарвон связывают романтические чувства[19].